# Somabula
Somabula (em inglês: Somabhula) é uma localidade e comuna (ward) da província de Medialândia, no Zimbábue, com uma população de aproximadamente 10.000 habitantes, parte dos subúrbios da Região Metropolitana de Gweru.
Está localizado na área da linha geológica do Grande Dique, ao sul de Gweru; é, inclusive, em Gweru que a população local encontra maiores oportunidades de trabalho.
A cidade vive da mineração, principalmente de ouro e diamantes. Outra atividade econômica importante é a logística, visto que é o cruzamento do Caminho de Ferro do Limpopo, que a conecta com Maputo, com o Caminho de Ferro Beira-Bulavaio. Somabula é, portanto, particularmente importante em termos de tecnologia de transporte.
Nas imediações de Somabula estão as ruínas de Nalatale, que datam da mesma época do Grande Zimbábue. Existem também algumas esculturas em pedra pré-históricas bem preservadas.